# Baldwin (Wisconsin)
Pour les articles homonymes, voir Baldwin.
Baldwin est un village du comté de Sainte-Croix, dans l'État du Wisconsin, aux États-Unis. En 2020, il comptait une population de 4 291 habitants.